# Nunca seremos parte
Nunca seremos parte es una película dramática mexicana sobre la mayoría de edad de 2022 escrita y dirigida por Amelia Eloisa en su debut como directora. Protagonizada por Adriana Palafox, Magnolia Corona, Verónica Langer, Andrea Portal, Cynthia Bordes, Karina Hurtado y Xésar Tena.

## Sinopsis
La nueva relación de su madre con una mujer ha llenado a Emi, una adolescente solitaria, de muchas dudas y resentimientos. Decidida a buscar un cambio, regresa a su ciudad natal para vivir con la nueva familia de su padre y encontrar consuelo al lado de su abuela. Ahí conoce a Gala, la hija de la novia de su papá, cuya originalidad la seduce de inmediato y pone su sexualidad en cuestionamiento. Sin darse cuenta, esta fugaz relación le dará la empatía necesaria para sanar su relación con su madre y la fuerza para seguir su camino.

## Elenco
Los actores que participan en esta película son:
- Adriana Palafox como Emi
- Magnolia Corona como Gala
- Verónica Langer como Eleonora
- Andrea Portal como Sandra
- Alex Pimienta como Chila
- Cynthia Bordes
- Karina Hurtado
- Xésar Tena como Cayetano

## Producción
La fotografía principal comenzó en abril de 2020 y estaba prevista que durara 23 días, pero el rodaje fue interrumpido por la pandemia de COVID-19, faltaba una escena para tener todo el metraje completado para iniciar la fase de postproducción. Se filmó en Sayulita y Punta Mita, todo lo demás fue en Jalisco.

## Lanzamiento
La película tuvo su estreno internacional en mayo de 2022 en el Festival de Cine Inside Out Toronto 2SLGBTQ+. Luego, tuvo su estreno nacional el 15 de junio de 2022, como parte del 37° Festival Internacional de Cine de Guadalajara. Se estrenó el 28 de enero de 2023, como parte del Festival de Cine Iberoamericano de Miami.

## Premios
| Año  | Premio                                         | Categoría                                         | Candidadato         | Resultado | Ref.          |
| ---- | ---------------------------------------------- | ------------------------------------------------- | ------------------- | --------- | ------------- |
| 2022 | Festival de Cine y Vídeo Inside Out            | Premio del Público - Mejor Largometraje Narrativo | Nunca seremos parte | Ganador   | [ 12 ]        |
| 2022 | Gran Fiesta del Cine Mexicano                  | Mejor actriz                                      | Adriana Palafox     | Ganadora  | [ 13 ] [ 14 ] |
| 2022 | Festival de Cine de Guadalajara 2022 - FICG 37 | Premio Maguey - Mejor Largometraje Narrativo      | Nunca seremos parte | Nominado  | [ 15 ]        |
| 2022 | Festival Internacional de Cine de Varsovia     | La mejor película                                 | Nunca seremos parte | Nominado  | [ 16 ]        |
| 2023 | Diosas de Plata                                | Mejor debutante femenino                          | Adriana Palafox     | Nominada  | [ 17 ] [ 18 ] |
| 2023 | Diosas de Plata                                | Mejor Primer Trabajo                              | Amelia Eloísa       | Nominada  | [ 17 ] [ 18 ] |